# Chiara Simeoni
Chiara Simeoni (23 giugno 1991) è una calciatrice italiana, centrocampista dell'Union Villanova.

## Carriera
Chiara Simeoni si avvicina al calcio, alternando quella passione praticando ginnastica artistica, pallavolo e nuoto, fin dalla giovanissima età e decidendo di tesserarsi per il Gaiarine, società calcistica dell'omonimo centro della provincia di Treviso, dove indossa la maglia biancogiallonera per sei stagioni nelle formazioni giovanili miste fino ai 14 anni, età massima consentita dalla federazione per giocare con i maschietti.
Decisa a continuare l'attività agonistica si trasferisce al Vittorio Veneto dove trova l'opportunità di essere inserita in rosa in una squadra interamente femminile, militando anche qui nelle formazioni giovanili. Le prestazioni offerte convincono la società ad inserirla in rosa anche nella formazione titolare dove è regolarmente impiegata dalla stagione 2013-2014.
Nell'estate 2017 ha lasciato il Vittorio Veneto per trasferirsi all'Union Villanova, partecipante al massimo campionato regionale veneto.

## Palmarès
- Campionato italiano di Serie B: 1

Vittorio Veneto: 2014-2015